# Горбацький Віталій Герасимович
Віталій Герасимович Горбацький (рос. Виталий Герасимович Горбацкий; 16 лютого 1920, м. Невель, Псковська область — 1 січня 2005, Санкт-Петербург) — радянський астроном.
Горбацький вчився на Математико-механічному факультеті Ленінградського університету в 1936—1941, з липня 1941 по 1947 служив в рядах Радянській армії спочатку як слухач Військово-повітряної академії, потім в діючій армії на офіцерських посадах в частинах ВПС. У 1945 поступив в заочну аспірантуру, після демобілізації в 1947 перейшов в очну аспірантуру. Його вчителями були В. А. Амбарцумян, М. Ф. Субботін, Н. В. Розе. У 1948 Горбацький захистив кандидатську, в 1963 — докторську дисертацію. У 1948 поступив на роботу в Астрономічну обсерваторію Ленінградського університету, з 1952 по 1959 працював на посаді доцента на кафедрі вищої математики Ленінградського технологічного інституту. З 1960 став старшим науковим співробітником обсерваторії Ленінградського університету, з 1965 — професором Математико-механічного факультету університету (прочитав велику кількість загальних і спеціальних курсів, серед його учнів 15 кандидатів наук).
Основні наукові роботи відносяться до фізики зірок і міжзоряного середовища. Дав інтерпретацію спектральних особливостей, змін блиску і спектру нестаціонарних зірок (типа Be, нових, довгоперіодичних змінних) на основі теорії рухомих оболонок зірок; досліджував фізичні процеси в оболонках, визначив динамічні властивості оболонок і їхню структуру. Розглянув процес висвічення атмосфер довгоперіодичних змінних після проходження ударної хвилі і за допомогою цього механізму пояснив емісійний лінійчатий спектр цих нестаціонарних зірок. Вивчив властивості тісних подвійних систем із зірок-карликів, що є новими, повторними новими або новоподібними. Зокрема, вперше встановив (1965) механізм дискової акреції, передбачив і розрахував рентгенівське випромінювання таких систем, тлумачив криві їхнього блиску на основі розрахунків руху газових потоків в системах. Розглянув процеси, що приводять до спалахів зірок типа U Близнят, і запропонував модель спалаху. Досліджував деякі закономірності рухів газу в зірках різних типів і галактиках.
Автор монографій «Нестаціонарні зірки» (спільно з І. Н. Мініним, 1963), «Новоподібні і нові зірки» (1974), «Космічна газодинаміка» (1977), «Фізика галактик і скупчень галактик» (1986).